# Ганс Шрібер

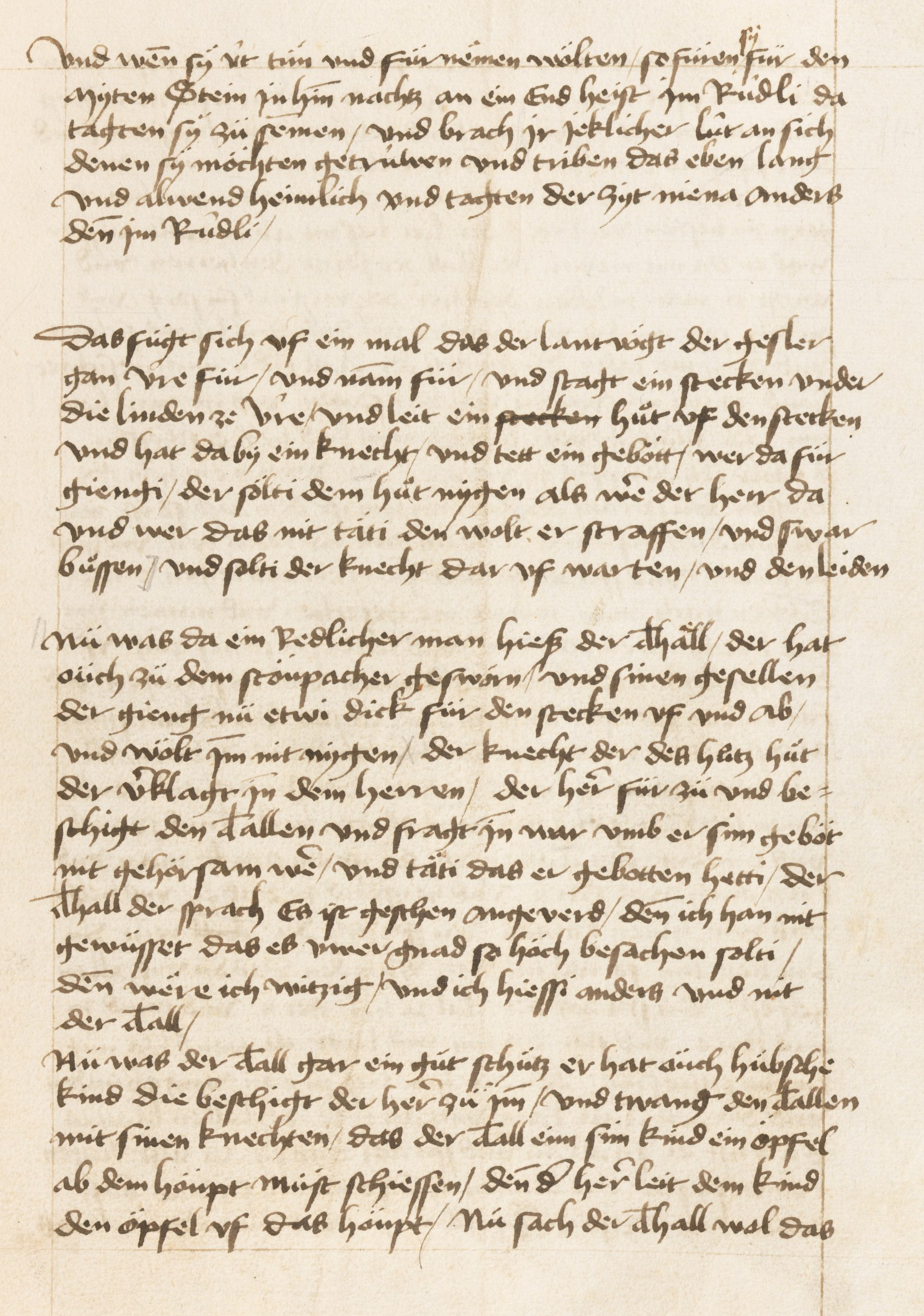
Аркуш рукопису «Білої книги Зарнена» із записом легенди про Вільгельма Телля

Ганс Шрібер (нім. Hans Schriber, пом. до 1 травня 1479) — швейцарський письменник, хроніст, земельний писар Зарнена, автор «Білої книги Зарнена» (нім. Weisses Buch von Sarnen), у якій вперше була записана легенда про Вільгельма Телля.

## Біографія
Родом з Енгельберга (кантон Обвальден), де, ймовірно, здобув освіту в місцевому монастирі бенедиктинців. Рік народження точно не встановлено, народився в родині місцевого бюргера Йоганна Шрібера та Анни Тені з Вольфеншіссена. Батько також був письменником і складав щорічник Вольфеншіссена. Брат Ганса, бенедиктинський священник Йост Шрібер, мав парафію в Кюснахті.
З 1434 по 1478 рік служив міським, а потім земельним писарем у ратуші Зарнена (кантон Обвальден). Добре знав римське право, перекладав латинські документи на німецьку мову. Обирався представником тагзатцунгу — швейцарських союзних зборів.
Як земельний писар востаннє згадується в документах міської громади Зарнена 6 липня 1478 року. Після 1 травня 1479 року згадується в документах як померлий.

## Твори
Близько 1470 року почав складати «Білу книгу Зарнена» (нім. Weisses Buch von Sarnen) — рукописне зібрання швейцарських історичних документів і хронік, доповнених ним самим до 1474 року.
У першій своїй частині «Біла книга Зарнена» містить близько 350 сторінок копій важливих документів кантону Обвальден і договорів його з іншими центрами ранньої конфедерації починаючи з 1316 року. Друга частина з 25 сторінок, або 706 рядків, описує історію т. зв. «лісових кантонів» — Урі, Швіцу й Унтервальдену, їхню участь у національно-визвольних війнах проти Габсбургів, зокрема Старій Цюрихській війні. Поряд із реальними фактами описуються вигадані, включаючи міфічну клятву на Рютлі, нібито дану в 1307 році представниками кантонів. У 66 рядках другої частини містяться різні народні легенди, зокрема історія про подвиги знаменитого Вільгельма Телля (нім. Wilhelm Tell).
Як джерела Шрібер використовував кілька міських хронік, передусім «Бернську» Конрада Юстінгера (1430), а також полемічний твір Цюрихського церковного письменника і богослова Фелікса Геммерліна «Діалог дворянина і простолюдина» (лат. De nobilitate et rusticitate dialogus).
«Біла книга Зарнена» була продовжена п'ятьма іншими авторами з 1481 по 1607 рік, але пізніше була втрачена. Увійшовши в обробленому вигляді до складу «Хроніки Швейцарської конфедерації» Петерманна Еттерліна (1507) і «Швейцарської хроніки» Егідія Чуді (1534—1536), вона стала джерелом сюжету для класичної драми «Вільгельм Телль» (1804) Фрідріха Шиллера, який скористався виданою 1734 року в Базелі працею останнього.
Компільоване творіння непрофесійного історика Шрібера, який не володів прийомами критики джерел, тим не менш, значною мірою сформувало національну ідентичність Швейцарії, попри те, що його ім'я довгий час залишалося в забутті. У 1854 році воно випадково було виявлено на занедбаному горищі серед старих паперів державним архіваріусом з Цюриха Герольдом Маєром фон Кнонау. І лише в 1928 році історик і архівіст з Нідвальдена Роберт Дюррер зміг довести, що автором її є саме Ганс Шрібер.
Сьогодні оригінальний рукопис «Білої книги Зарнена» зберігається в Державному архіві Обвальдену, факсимільну ж копію її можна побачити в Історичному музеї кантону Обвальден за адресою: Зарнен, Брюнігштрассе, 127.
Перше її видання, підготовлене швейцарським істориком Георгом фон Віссом, побачило світ 1857 року в Цюриху без зазначення імені автора. Того ж року її частково опублікував в Айнзідельні вищеназваний Маєр фон Кнонау, включивши в 13-й том альманаху «Любитель історії» Історичної асоціації Центральної Швейцарії. Факсимільне видання підготовлено було 1937 року в Люцерні Вільгельмом фон Голенштайном. Найбільш авторитетна наукова публікація була випущена 1984 року в Зарнені за редакцією історика Бруно Маєра.

## Видання
- Die Chronik des Weissen Buches im Archiv Obwalden, herausgegeben von Georg von Wyss. — Zürich: Privatdruck, 1857.
- Die Chronik im weissen Buche zu Sarnen, herausgegeben von Gerold Meyer von Knonau // Der Geschichtsfreund. Mitteilungen des historischen Vereins der fünf Orte Luzern, Uri, Schwyz, Unterwalden und Zug. — Band 13. — Einsiedeln, 1857. — S. 66–86.
- Das Weisse Buch von Sarnen. Wortlaut und Übersetzung des Chroniktextes von Bruno Meyer. Herausgegeben vom Regierungsrat des Kantons Obwalden. — Sarnen: Staatsarchiv, 1984.